# Campeonato Holandês Masculino de Handebol
O Campeonato Holandês Masculino de Handebol é a principal competição de clubes de handebol dos Países Baixos, organizada pela Federação Holandesa de Handebol. O campeonato havia sido patrocinado por Lotto desde 2013 e por esse motivo se chamava Lotto Eredivisie.

## Equipes
Temporada de 2014-15
| Equipe          | Local      | Arena                 | Capacidade |
| --------------- | ---------- | --------------------- | ---------- |
| HV Hurry-Up     | Zwartemeer | Concrete People Arena | 800        |
| E&O             | Emmen      | Harwig Arena          | 1 000      |
| HV Quintus      | Kwintsheul | Van der Voorthal      | 1 000      |
| AHV Swift       | Arnhem     | Sporthal Elderveld    | 1 000      |
| Hellas          | Haia       | Sporthal Hellas       | 1 000      |
| Hercules        | Haia       | Sportcomplex Boswijk  | 500        |
| Limburg Lions 2 | Beek       | De Haamen             | 200        |
| Handbal Houten  | Houten     | De Slinger            | 200        |
| HandbaL Venlo   | Venlo      | Craneveld             | 100        |
| Tachos          | Waalwijk   | Sporthal De Slagen    | 1 000      |